# Djavanchir Djafarov
 (décembre 2022).
Pour les articles homonymes, voir Djafarov.
Djavanchir Djafarov (en azéri : Cavanşir Xəlil oğlu Cəfərov), né le 22 juin 1953 à Bakou, est un chef d'orchestre et Artiste du peuple d'Azerbaïdjan depuis 2005.

## Formation
Il est diplômé du Collège de Musique de Bakou du nom d'Asaf Zeynalli en 1972 et de la faculté de direction de chœur du Conservatoire de Saint-Pétersbourg en 1977. Il étudie sous Talat Bakikhanov et Ramiz Mirichli.

## Vie professionnelle
En 1979, Djavanchir Djafarov devient le chef de chœur du Théâtre national d'opéra et de ballet d'Azerbaïdjan M.F. Akhundov ; en 1980, il est directeur artistique et chef d'orchestre du Chœur d'État d'Azerbaïdjan. En 1985, il devient chef d'orchestre du Théâtre d'État de comédie musicale d'Azerbaïdjan puis, en 1990, il est nommé chef du département de la culture du district de Chamkhor. En 1994, il est nommé chef d'orchestre du Théâtre d'État de comédie musicale d'Azerbaïdjan, et est, depuis 1996, chef d'orchestre en chef du Théâtre d'opéra et de ballet d'État d'Azerbaïdjan M.F. Akhundov.
Il dirige au cours de sa carrière de nombreux ouvrages dont les suivants : Kerogly, Leyli et Madjnun et Archin Mal Alan d'Uzeyir Hadjibeyov ; Achig-Garib de Zulfugar Hadjibeyov ; Chah Ismayil de Muslum Magomayev ; Sevil, 1001 Nights de Fikret Amirov ; « Sept Merveilles »  gravures symphoniques Don Quichotte de Gara Garayev ; Carmen de Georges Bizet ; Le Lac des signes de  Piotr Tchaïkovski ; Aїda et Il trovatore de Giuseppe Verdi ; Cio-Cio-san de Giacomo Puccini ; Giselle d'Adolphe Adam.

## Activités pédagogiques
Depuis 1996, il enseigne à l'Académie de musique de Bakou, depuis 2011, il est professeur de l’Académie national de musique d'Azerbaïdjan.